# لیسه برگ‌کاهویی
لیسه برگ‌کاهویی (نام علمی: Elysia crispata) نام یک گونه از تیره پلمه‌آبششان است.